# هارييت بارنز برات
هارييت بارنز برات (بالإنجليزية: Harriet Barnes Pratt)‏ هي  أمريكية، ولدت في 11 نوفمبر 1878، وتوفيت في 1969.